# Zvěřínek
Zvěřínek este o comună și un sat în districtul Nymburk, regiunea Boemia Centrală, Cehia. Are o populație de aproximativ 300 de locuitori.

## Istorie
Prima mențiune scrisă a satului datează din anul 1345.